# Mailen Auroux
Mailen Auroux (* 25. Juli 1988 in Buenos Aires) ist eine ehemalige argentinische Tennisspielerin.

## Karriere
Auroux, die im Alter von sechs Jahren mit dem Tennissport begann, mochte am liebsten Sandplätze und spielte überwiegend ITF-Turniere. Auf dem ITF Women’s Circuit gewann sie 12 Titel im Einzel und 22 im Doppel. Ihren größten Erfolg auf der WTA Tour feierte sie Ende Februar 2013 zusammen mit ihrer Doppelpartnerin María Irigoyen bei den XXI Copa Claro Colsanitas 2013 in Bogotá mit dem Einzug ins Viertelfinale. Dort unterlagen sie der serbischen Paarung Jelena Janković und Aleksandra Krunić knapp mit 6:1, 4:6 und [9:11].
Sie bestritt ihr letztes Einzelmatch im Juli 2013 und ihr letztes Doppel im Dezember 2013 und wird seit Ende 2014 nicht mehr in den Weltranglisten geführt.
Auroux spielte von 2010 bis 2013 für die argentinische Fed-Cup-Mannschaft. Sie wurde in neun Begegnungen eingesetzt, von ihren zehn Partien konnte sie sieben gewinnen (alle Siege im Doppel).

## Turniersiege

### Einzel
| Nr. | Datum              | Turnier          | Kategorie   | Belag     | Finalgegnerin      | Ergebnis       |
| --- | ------------------ | ---------------- | ----------- | --------- | ------------------ | -------------- |
| 1.  | 15. Juli 2007      | Prokuplje        | ITF $10.000 | Sand      | Indire Akiki       | 4:6, 6:1, 6:3  |
| 2.  | 22. Juli 2007      | Craiova          | ITF $10.000 | Sand      | Chayenne Ewijk     | 6:73, 6:2, 6:2 |
| 3.  | 21. Oktober 2007   | Serra Negra      | ITF $10.000 | Sand      | Tatiana Búa        | 6:0, 6:0       |
| 4.  | 28. Oktober 2007   | Itu              | ITF $10.000 | Sand      | Christina McHale   | 7:5, 6:2       |
| 5.  | 3. Mai 2009        | Buenos Aires     | ITF $10.000 | Sand      | María Irigoyen     | 6:2, 6:3       |
| 6.  | 30. August 2009    | Barueri          | ITF $10.000 | Hartplatz | Natalia Guitler    | 6:4, 6:2       |
| 7.  | 6. September 2009  | Celaya           | ITF $10.000 | Sand      | Alejandra Granillo | 6:3, 6:1       |
| 8.  | 27. September 2009 | Ciudad Obregón   | ITF $10.000 | Hartplatz | Nathália Rossi     | 6:3, 6:0       |
| 9.  | 4. Oktober 2009    | Ciudad Juárez    | ITF $10.000 | Sand      | Paula Ormaechea    | 2:6, 6:2, 6:3  |
| 10. | 13. Juni 2010      | Córdoba          | ITF $10.000 | Sand      | Agustina Lepore    | 5:3 Aufgabe    |
| 11. | 20. Juni 2010      | Buenos Aires (2) | ITF $10.000 | Sand      | Paula Ormaechea    | 6:1, 7:5       |
| 12. | 29. August 2010    | Buenos Aires (3) | ITF $10.000 | Sand      | Vanesa Furlanetto  | 6:2, 7:5       |

### Doppel
| Nr. | Datum              | Turnier                 | Kategorie   | Belag     | Partnerin             | Finalgegnerinnen                           | Ergebnis          |
| --- | ------------------ | ----------------------- | ----------- | --------- | --------------------- | ------------------------------------------ | ----------------- |
| 1.  | 28. Oktober 2007   | Itu                     | ITF $10.000 | Sand      | Tatiana Búa           | Lucia Jara-Lozano Claudia Razzeto          | 6:2, 5:7, [10:8]  |
| 2.  | 10. Februar 2008   | Cali                    | ITF $25.000 | Sand      | Estefanía Craciún     | Melanie Klaffner Ksenija Mileuskaja        | 6:1, 6:4          |
| 3.  | 2. März 2008       | Sant Boi                | ITF $10.000 | Sand      | Estefanía Craciún     | Elisa Balsamo Valentina Sulpizio           | 6:1, 6:3          |
| 4.  | 3. August 2008     | Campos do Jordão        | ITF $25.000 | Hartplatz | Roxana Vaisemberg     | Jorgelina Cravero María Irigoyen           | 6:3, 6:4          |
| 5.  | 19. April 2009     | Buenos Aires            | ITF $10.000 | Sand      | Veronica Spiegel      | Maria Fernanda Alves Carla Tiene           | 6:2, 6:2          |
| 6.  | 13. September 2009 | Mazatlán                | ITF $10.000 | Hartplatz | Fernanda Hermenegildo | Erika Clarke-Magana Daniela Munoz-Gallegos | 6:3, 3:6, [12:10] |
| 7.  | 6. Dezember 2009   | Buenos Aires (2)        | ITF $25.000 | Sand      | Veronica Spiegel      | Fernanda Faria Paula Cristina Gonçalves    | 6:0, 6:0          |
| 8.  | 13. Juni 2010      | Córdoba                 | ITF $10.000 | Sand      | Karen Castiblanco     | Luciana Sarmenti Emilia Yorio              | 6:1, 6:2          |
| 9.  | 29. August 2010    | Buenos Aires (3)        | ITF $10.000 | Sand      | Karen Castiblanco     | Vanesa Furlanetto Lucia Jara-Lozano        | 6:3, 3:6, [10:7]  |
| 10. | 19. September 2010 | Zagreb                  | ITF $25.000 | Sand      | Natasa Zoric          | Ani Mijacika Ana Vrljić                    | 7:5, 5:7, [14:12] |
| 11. | 12. Juni 2011      | Campobasso              | ITF $25.000 | Sand      | María Irigoyen        | Ani Mijacika Irena Pavlovic                | 6:2, 3:6, [13:11] |
| 12. | 6. November 2011   | Asunción                | ITF $10.000 | Sand      | María Irigoyen        | Tatiana Búa Luciana Sarmenti               | 6:3, 4:6, [10:5]  |
| 13. | 13. November 2011  | Asunción (2)            | ITF $10.000 | Sand      | María Irigoyen        | Ulrikke Eikeri Andrea Gámiz                | 6:1, 2:6, [10:5]  |
| 14. | 4. Dezember 2011   | Rosario                 | ITF $25.000 | Sand      | María Irigoyen        | Inés Ferrer Suárez Richèl Hogenkamp        | 4:6, 6:1, [10:7]  |
| 15. | 11. Dezember 2011  | Buenos Aires (4)        | ITF $25.000 | Sand      | María Irigoyen        | Teliana Pereira Vivian Segnini             | 6:1, 6:3          |
| 16. | 12. Februar 2012   | Riviera de São Lourenço | ITF $25.000 | Hartplatz | María Irigoyen        | Verónica Cepede Royg Florencia Molinero    | 6:3, 6:1          |
| 17. | 29. April 2012     | Caracas                 | ITF $25.000 | Hartplatz | María Irigoyen        | Verónica Cepede Royg Adriana Pérez         | 6:4, 6:3          |
| 18. | 1. Juli 2012       | Périgueux               | ITF $25.000 | Sand      | María Irigoyen        | Leticia Costas Inés Ferrer Suárez          | 6:1, 6:2          |
| 19. | 8. Juli 2012       | Versmold                | ITF $50.000 | Sand      | María Irigoyen        | Elena Bogdan Réka Luca Jani                | 6:1, 6:4          |
| 20. | 29. Juli 2012      | São José do Rio Preto   | ITF $25.000 | Sand      | María Irigoyen        | Aranza Salut Carolina Zeballos             | 6:1, 7:61         |
| 21. | 9. September 2012  | Mestre                  | ITF $50.000 | Sand      | María Irigoyen        | Réka Luca Jani Teodora Mirčić              | 5:7, 6:4, [10:8]  |
| 22. | 2. Dezember 2012   | Santiago                | ITF $25.000 | Sand      | María Irigoyen        | Paula Cristina Gonçalves Roxane Vaisemberg | 6:4, 6:2          |